# Vláda Adolfa Hitlera
Vláda Adolfa Hitlera byla německá vláda v období Třetí říše, působila od 30. ledna 1933 až do 30. dubna 1945.
Dne 30. ledna 1933 říšský prezident Hindenburg jmenoval říšským kancléřem Adolfa Hitlera. Od tohoto data až do 8. května 1945 se pro toto období německého státu užívá označení Třetí říše.

## Seznam členů vlády

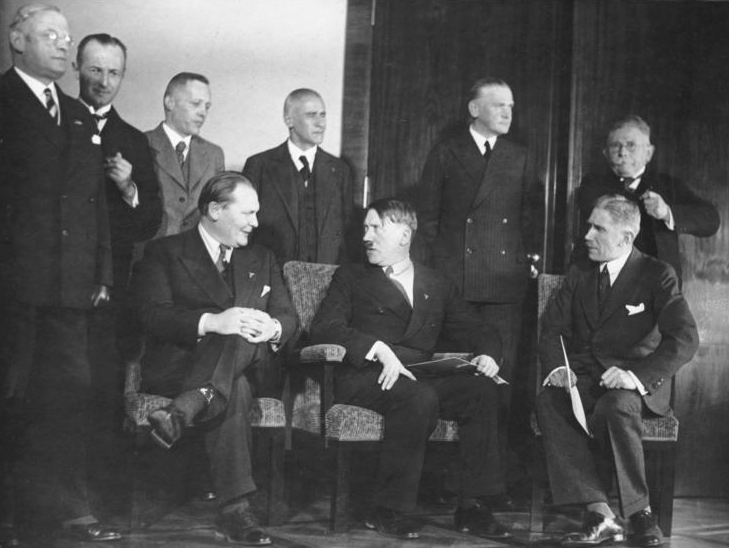
Hitlerův kabinet (30. leden 1933): zleva sedící: Göring, Hitler, von Papen; zleva stojící: Seldte, Gereke, von Krosigk, Frick, von Blomberg, Hugenberg.

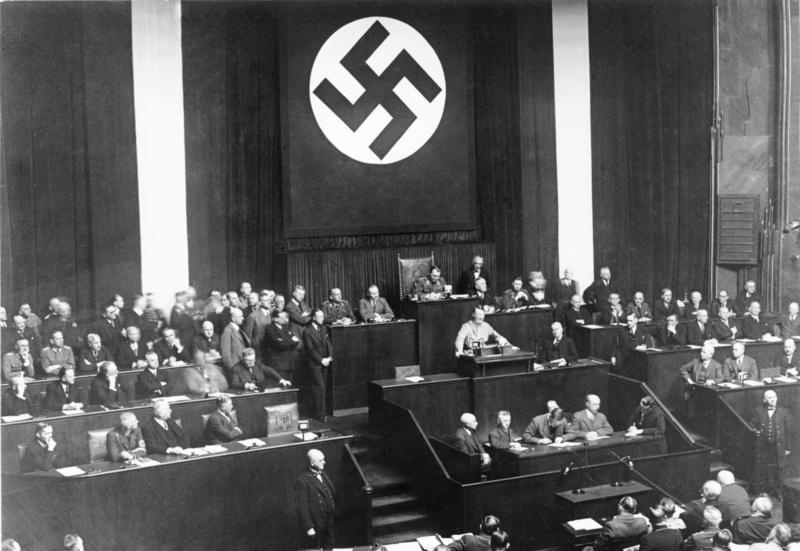
Hitlerův proslov k Reichstagu vyhlašující zmocňovací zákon.

| Vláda Adolfa Hitlera 30. leden 1933 - 30. duben 1945                                  | Vláda Adolfa Hitlera 30. leden 1933 - 30. duben 1945                     | Vláda Adolfa Hitlera 30. leden 1933 - 30. duben 1945 |
| ------------------------------------------------------------------------------------- | ------------------------------------------------------------------------ | ---------------------------------------------------- |
| říšský kancléř                                                                        | Adolf Hitler od 2. dubna 1934 vůdce a říšský kancléř                     | NSDAP                                                |
| zástupce říšského kancléře                                                            | Franz von Papen do 7. dubna 1934                                         | bezpartijní                                          |
| zahraničí                                                                             | Konstantin von Neurath do 5. února 1938                                  | bezpartijní                                          |
| zahraničí                                                                             | Joachim von Ribbentrop od 5. února 1938                                  | NSDAP                                                |
| vnitro                                                                                | Wilhelm Frick do 24. srpna 1943                                          | NSDAP                                                |
| vnitro                                                                                | Heinrich Himmler od 24. srpna 1943                                       | NSDAP                                                |
| finance                                                                               | Lutz Schwerin von Krosigk                                                | bezpartijní od 30. ledna 1937 NSDAP                  |
| hospodářství                                                                          | Alfred Hugenberg do 29. června 1933                                      | DNVP                                                 |
| hospodářství                                                                          | Kurt Schmitt od 29. června 1933 do 3. srpna 1934                         | NSDAP                                                |
| hospodářství                                                                          | Hjalmar Schacht od 3. srpna 1934 do 26. listopadu 1937                   | bezpartijní od 30. ledna 1937 NSDAP                  |
| hospodářství                                                                          | Hermann Göring od 26. listopadu 1937 do 15. ledna 1938                   | NSDAP                                                |
| hospodářství                                                                          | Walter Funk od 15. ledna 1938                                            | NSDAP                                                |
| práce                                                                                 | Franz Seldte                                                             | Stahlhelm od dubna 1933 NSDAP                        |
| justice                                                                               | Franz Gürtner do 29. ledna 1941                                          | DNVP                                                 |
| justice                                                                               | Franz Schlegelberger od 29. ledna 1941 do 24. srpna 1942 pověřen řízením | NSDAP                                                |
| justice                                                                               | Otto Georg Thierack od 24. srpna 1942                                    | NSDAP                                                |
| ozbrojené síly (Reichswehr) od 23. června 1935 válka, 5. února 1938 zrušeno           | Werner von Blomberg                                                      | bezpartijní                                          |
| Vrchní velení ozbrojených sil zřízeno 5. února 1938                                   | Wilhelm Keitel                                                           | bezpartijní                                          |
| pošty                                                                                 | Paul von Eltz-Rübenach do 2. února 1937                                  | bezpartijní                                          |
| pošty                                                                                 | Wilhelm Ohnesorge od 2. února 1937                                       | NSDAP                                                |
| doprava                                                                               | Paul von Eltz-Rübenach do 2. února 1937                                  | bezpartijní                                          |
| doprava                                                                               | Julius Dorpmüller od 2. února 1937                                       | NSDAP                                                |
| výživa                                                                                | Alfred Hugenberg do 29. června 1933                                      | DNVP                                                 |
| výživa                                                                                | Richard Walther Darré od 29. června 1933 do 23. května 1942              | NSDAP                                                |
| výživa                                                                                | Herbert Backe od 23. května 1942                                         | NSDAP                                                |
| lidová osvěta a propaganda zřízeno 13. března 1933                                    | Joseph Goebbels                                                          | NSDAP                                                |
| letectvo zřízeno 5. května 1933                                                       | Hermann Göring do 24. dubna 1945                                         | NSDAP                                                |
| věda, výchova a lidová osvěta zřízeno 1. května 1934                                  | Bernhard Rust                                                            | NSDAP                                                |
| církevní záležitosti zřízeno 16. července 1935                                        | Hanns Kerrl do 15. prosince 1941                                         | NSDAP                                                |
| církevní záležitosti zřízeno 16. července 1935                                        | Hermann Muhs od 15. prosince 1941 pověřen řízením                        | NSDAP                                                |
| výzbroj a munice zřízeno 17. března 1940, od 2. června 1943 zbrojení a válečná výroba | Fritz Todt do 8. února 1942                                              | NSDAP                                                |
| výzbroj a munice zřízeno 17. března 1940, od 2. června 1943 zbrojení a válečná výroba | Albert Speer od 8. února 1942                                            | NSDAP                                                |
| okupované východní oblasti zřízeno 17. listopadu 1941                                 | Alfred Rosenberg                                                         | NSDAP                                                |
| státní ministr pro Čechy a Moravu zřízeno 20. srpna 1943                              | Karl Hermann Frank                                                       | NSDAP                                                |
| říšský ministr bez portfeje, říšský protektor Čech a Moravy                           | Konstantin von Neurath od 21. března 1939 do 20. srpna 1943              | NSDAP                                                |
| říšský ministr bez portfeje, říšský protektor Čech a Moravy                           |                                                                          |                                                      |
| říšský ministr bez portfeje, říšský protektor Čech a Moravy                           |                                                                          |                                                      |
| říšský ministr bez portfeje, říšský protektor Čech a Moravy                           | Wilhelm Frick od 24. srpna 1943 do 4. května 1945                        | NSDAP                                                |
| říšský ministr bez portfeje, velitel jednotek SA                                      | Ernst Röhm od 1. prosince 1933 do 30. června 1934                        | NSDAP                                                |
| říšský ministr bez portfeje, zástupce vůdce od 1941 kancléř strany (Partei-Kanzlei)   | Rudolf Heß od 1. prosince 1933 do 10. května 1941                        | NSDAP                                                |
| říšský ministr bez portfeje, zástupce vůdce od 1941 kancléř strany (Partei-Kanzlei)   | Martin Bormann od 1941                                                   | NSDAP                                                |
| říšský ministr bez portfeje, předseda úřadu říšského prezidenta (Präsidialkanzlei)    | Otto Meissner od 1. prosince 1937                                        | NSDAP                                                |
| říšský ministr bez portfeje, předseda úřadu říšského kancléře (Reichskanzlei)         | Hans Heinrich Lammers od 1. prosince 1937                                | NSDAP                                                |
| říšský ministr bez portfeje                                                           | Hermann Göring od 30. ledna do 28. dubna 1933                            | NSDAP                                                |
| říšský ministr bez portfeje                                                           | Hanns Kerrl od 16. dubna 1934 do 18. července 1935                       | NSDAP                                                |
| říšský ministr bez portfeje                                                           | Hans Frank od 19. prosince 1934                                          | NSDAP                                                |
| říšský ministr bez portfeje                                                           | Hjalmar Schacht od 26. listopadu 1937 do 22. ledna 1943                  | NSDAP                                                |
| říšský ministr bez portfeje                                                           | Arthur Seyß-Inquart od 1. května 1939                                    | NSDAP                                                |